# Выгода (Дятловский район)
Выгода (бел. Вы́гада) — хутор (до 2017 года — посёлок) в Дятловском районе Гродненской области Белоруссии. В составе Дворецкого сельсовета.

## География

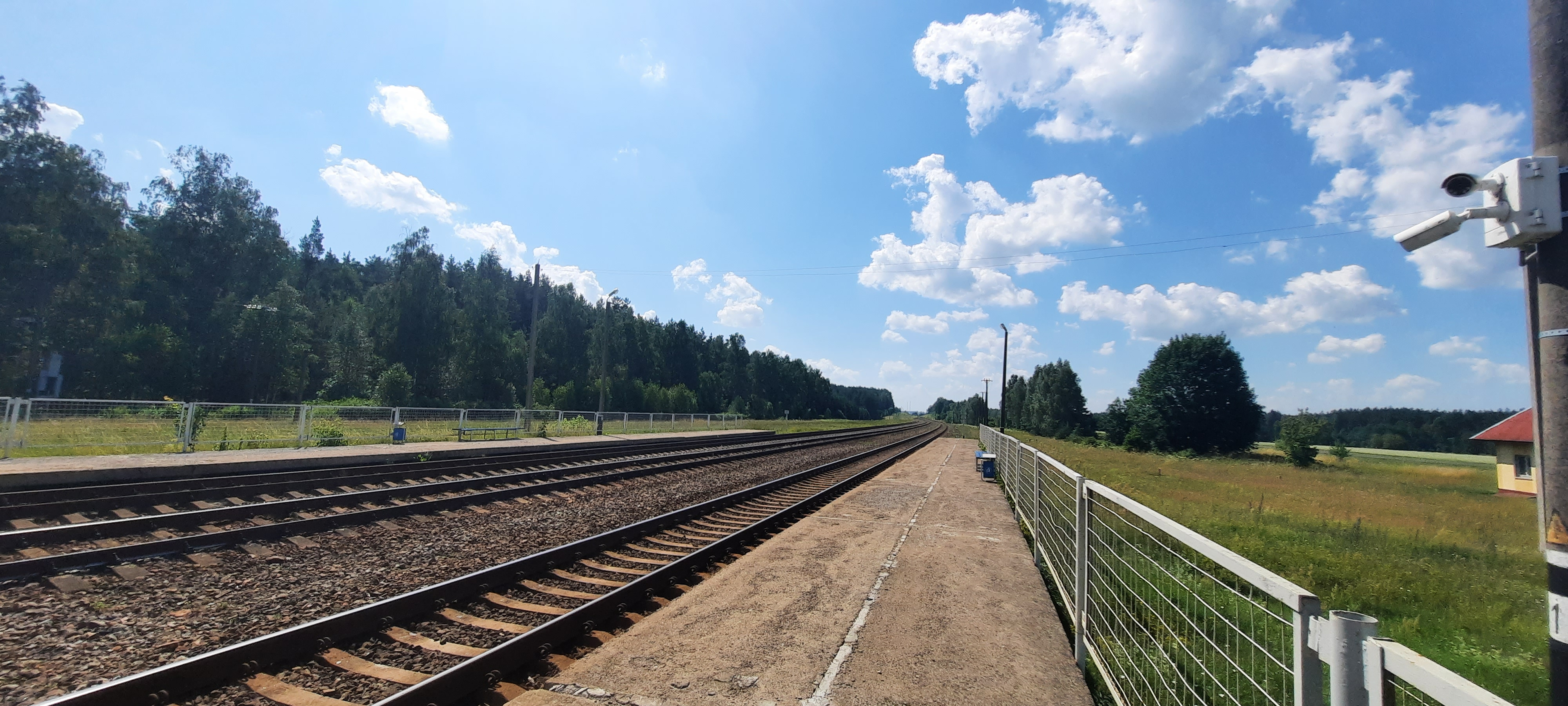
Жд станция Выгода

Расположена железнодорожная станция Выгода на линии Барановичи-Полесские — Лида. Через хутор проходит республиканская дорога Р-108 (Барановичи — Молчадь — Дятлово).
Ближайшие населённые пункты Жихи, Огородники и др.

### Гидрография
Недалеко расположена река Молчадь.

## История
В 1905 году фольварок Выгода в Люшневской волости Слонимского уезда Гродненской губернии.
Около хутора, на левом берегу реки Молчадь археологами обнаружен курганный могильник (7 курганов, один из них высотой 3 м).
26 января 2017 года сельский населённый пункт Выгода отнесён к категории хутор без изменения его наименования.
До 17 апреля 2021 года хутор входил в состав Меляховичского сельсовета.

## Население

### Численность
- 2009 год — 1 житель

### Динамика
- 1905 год — 7 жителей (фольварок)[3]
- 1999 год — 7 жителей (перепись населения)
- 2009 год — 1 житель (перепись населения)

## Достопримечательность
- Курганный могильник, около хутора